# Episodi di Mystery! (terza stagione)
La terza stagione della serie televisiva Mystery! è stata trasmessa in anteprima negli Stati Uniti d'America dalla Public Broadcasting Service tra il 12 ottobre 1982 e il 12 maggio 1983.
| nº | Titolo originale                                                  | Titolo italiano | Prima TV USA     | Prima TV Italia |
| -- | ----------------------------------------------------------------- | --------------- | ---------------- | --------------- |
| 1  | Sweeney Todd                                                      |                 | 12 ottobre 1982  |                 |
| 2  | Dying Day (Part 1)                                                |                 | 19 ottobre 1982  |                 |
| 3  | Dying Day (Part 2)                                                |                 | 26 ottobre 1982  |                 |
| 4  | Father Brown, Series I: Three Tools of Death                      |                 | 2 novembre 1982  |                 |
| 5  | Father Brown, Series I: The Head of Caesar                        |                 | 9 novembre 1982  |                 |
| 6  | Father Brown, Series I: The Eye of Apollo                         |                 | 16 novembre 1982 |                 |
| 7  | Father Brown, Series I: The Secret Garden                         |                 | 23 novembre 1982 |                 |
| 8  | Melissa (Part 1)                                                  |                 | 30 novembre 1982 |                 |
| 9  | Melissa (Part 2)                                                  |                 | 7 dicembre 1982  |                 |
| 10 | Melissa (Part 3)                                                  |                 | 14 dicembre 1982 |                 |
| 11 | Quiet as a Nun (Part 1)                                           |                 | 21 dicembre 1982 |                 |
| 12 | Quiet as a Nun (Part 2)                                           |                 | 28 dicembre 1982 |                 |
| 13 | Quiet as a Nun (Part 3)                                           |                 | 4 gennaio 1983   |                 |
| 14 | Sergeant Cribb, Series III: The Last Trumpet                      |                 | 13 gennaio 1983  |                 |
| 15 | Sergeant Cribb, Series III: Mad Hatter's Holiday                  |                 | 20 gennaio 1983  |                 |
| 16 | Sergeant Cribb, Series III: The Choir That Wouldn't Sing          |                 | 27 gennaio 1983  |                 |
| 17 | Sergeant Cribb, Series III: Murder Old Boy                        |                 | 3 febbraio 1983  |                 |
| 18 | Sergeant Cribb, Series III: Invitation to a Dynamite Party        |                 | 10 febbraio 1983 |                 |
| 19 | Agatha Christie Stories, Series I: The Manhood of Edward Robinson |                 | 17 febbraio 1983 |                 |
| 20 | Agatha Christie Stories, Series I: Magnolia Blossom               |                 | 24 febbraio 1983 |                 |
| 21 | Agatha Christie Stories, Series I: The Red Signal                 |                 | 3 marzo 1983     |                 |
| 22 | Agatha Christie Stories, Series I: The Girl in the Train          |                 | 10 marzo 1983    |                 |
| 23 | Miss Morison's Ghosts                                             |                 | 17 marzo 1983    |                 |
| 24 | The Limbo Connection (Part 1)                                     |                 | 24 marzo 1983    |                 |
| 25 | The Limbo Connection (Part 2)                                     |                 | 31 marzo 1983    |                 |
| 26 | The Limbo Connection (Part 3)                                     |                 | 7 aprile 1983    |                 |
| 27 | We, the Accused (Part 1)                                          |                 | 14 aprile 1983   |                 |
| 28 | We, the Accused (Part 2)                                          |                 | 21 aprile 1983   |                 |
| 29 | We, the Accused (Part 3)                                          |                 | 28 aprile 1983   |                 |
| 30 | We, the Accused (Part 4)                                          |                 | 5 maggio 1983    |                 |
| 31 | We, the Accused (Part 5)                                          |                 | 12 maggio 1983   |                 |